# Rielasingen-Worblingen
Rielasingen-Worblingen es un municipio alemán en el distrito de Constanza, Baden-Wurtemberg. Está ubicado al suroeste de Singen (Hohentwiel) y se compone de las aldeas Rielasingen, Arlen y Worblingen.